# Biliardo alla XXIX Universiade
Le gare di biliardo della XXIX Universiade si sono svolte a Taipei, in Cina Taipei, dal 25 al 29 agosto 2017.

## Podi

### Uomini
| Evento            | Oro                                   | Argento                                 | Bronzo                              |
| Palla 9 Singolare | Hsu Jui-an                            | Lin Cheng-chieh                         | Eirik Riisnæs                       |
| Palla 9 Doppio    | Taipei Cinese Ko Ping-chung Ko Pin-yi | Giappone Kengo Suzuki Takayuki Shishido | Norvegia Matias Sætre Eirik Riisnæs |

### Femminile
| Evento            | Oro                                      | Argento                                   | Bronzo                                          |
| Palla 9 Singolare | Ku Cheng-chin                            | Narantuya Bayarsaikhan                    | Wu Zhi-ting                                     |
| Palla 9 Doppio    | Taipei Cinese Wei Tzu-chien Kuo Szu-ting | Corea del Sud Jang Yoon-hye Jeong Eun-shu | Mongolia Narantuya Bayarsaikhan Uyanga Battulga |

## Medagliere
| Pos.   | Paese         |   |   |   | Totale |
| ------ | ------------- | - | - | - | ------ |
| 1      | Taipei Cinese | 4 | 1 | 1 | 6      |
| 2      | Mongolia      | 0 | 1 | 1 | 2      |
| 3      | Giappone      | 0 | 1 | 0 | 1      |
| 3      | Malaysia      | 0 | 1 | 0 | 1      |
| 5      | Norvegia      | 0 | 0 | 2 | 2      |
| Totale | Totale        | 4 | 4 | 4 | 12     |